# Поливанов, Владимир Николаевич
Влади́мир Никола́евич Полива́нов (24 июня [6 июля] 1848, Симбирск — 24 апреля [7 мая] 1915, Петроград) — симбирский общественный деятель, потомственный дворянин из рода Поливановых.

## Биография
Родился 24 июня (6 июля) 1848 года в Симбирске. Его дед, сенатор Иван Петрович Поливанов (1773—1848), в Отечественную войну 1812 года спас от французов сокровища московской Оружейной палаты. Отец Николай Иванович (1814—1874) был другом и сослуживцем поэта Михаила Лермонтова, даровитым художником и коммерсантом, оставившим единственному наследнику, сыну Владимиру более 9 тысяч десятин земли в Симбирской и Казанской губерниях, две винокуренные, лесопильный и черепичные заводы.
После окончания Симбирской классической гимназии поступил на юридический факультет Казанского университета, который окончил в 1870 году.
В 1871 году был определён на службу в канцелярию Комитета министров, позже переведён в канцелярию статс-секретаря у принятия прошений и состоял директором Санкт-Петербургского тюремного комитета. Вскоре оставил государственную службу и посвятил себя земскому делу.
С 1875 года неоднократно утверждался почётным мировым судьёй по Карсунскому и Симбирскому уездам.
С 1877 года почётный попечитель симбирской гимназии.
В 1877—1891 годах председатель Симбирского окружного правления Императорского общества спасания на водах. Председатель Симбирского общества сельского хозяйства.
В 1890 году Поливанов в своём симбирском имении Акшуат основал первый в губернии частный музей. Для размещения геологических и археологических коллекций было выстроено специальное здание, напоминающее античный храм. Художественные коллекции, б-ка, собрание гравюр, рукописей, автографов находились в барском доме, построенном в 1792 — 1795. В «Каталоге музея В.Н. Поливанова», выпущенном в Симбирске (1909), упоминаются письма и автографы Виктора Гюго, Жорж Санд, Н. М. Карамзина, А. С. Пушкина, М. Ю. Лермонтова, Н. М. Языкова, Н. В. Гоголя. К наиболее ценным произведениям изобразительного искусства в собрании П. можно отнести работы западноевропейских мастеров XVI— XVIII вв. — Гельдорна Горциуса, Яна Давида де Хеми, Никола Ларжильера, известных русских художников XIX в. — М. К. Клодта, Ю. Ю. Клевера, А. Ф. Писемского, И. И. Левитана. Значительный интерес представляют произведения симбирских художников: В.Г. Худякова, В.Т. Тимофеева М.Ф. Каврайского и других. Акшуатский музей был ликвидирован в 1917— 1918 гг., часть его коллекций хранится в музеях и библиотеках Ульяновска, Санкт-Петербурга и других городов.

Могила Л. А. Поливановой — матери Владимира Николаевича.

С 1898 года и до конца жизни был губернским предводителем дворянства.                                                                                                                                                          
С 1899 года — действительный статский советник, с 1903 года — гофмейстер.
В 1906 году был избран членом Государственного совета от Симбирского земства. Последовательно являлся членом правой группы и группы правого центра (с 1911). В Государственном совете состоял членом комиссий финансовой и законодательных предположений. 
Член Русского Собрания, в декабре 1906 года был одним из инициаторов создания Симбирского отдела Союза Русского Народа. Член-учредитель Всероссийского Национального Клуба (1909), член Всероссийского Филаретовского общества народного образования (1914). Был одним из основателей «Всероссийского союза земельных собственников»; уполномоченный на съездах Объединенного дворянства, член его Постоянного Совета и комиссий.
Инициатор создания и председатель (вместе с П. Л. Мартыновым) Симбирской губернской учёной архивной комиссии (СГУАК), известен своими трудами по археологии и изданием памятников старины. В 1890-х годах в своём Симбирском имении Акшуат основал дендропарк. В 1895 году, рядом с селом Акшуат, построил железнодорожную станцию «Поливаново» (ныне посёлок Поливаново),
Член-корреспондент французского и бельгийского обществ археологии, почётный член Императорского археологического института.
Член комитета Карамзинской общественной библиотеки с 1898 года и председатель комитета — в 1903—1915 годах.
В 1910 году Карсунская уездная городская Дума присвоила ему звание почётный гражданин Карсуна.
Председатель попечительского совета «Симбирская женская гимназия, учреждённая Т. Н. Якубович» («Гимназия Т. Н. Якубович»).
Уполномоченный Всероссийского Красного Креста по Симбирскому окружному эвакуационному пункту в 1914—1915 гг.
Умер 24 апреля (7 мая) 1915 года в Петрограде, похоронен 29 апреля в Симбирске на кладбище Покровского мужского монастыря.

## Семья

Могила В. Н. Поливанова.

Был женат на Марии Николаевне Языковой, внучатой племяннице поэта Н. М. Языкова. Их дети: 
- Людмила, в замужестве Коптева (26.02.1883—?);
- Николай (28.11.1886—1978), был женат на дочери А. Н. Наумова Марии (14.11.1898—16.04.1921, Ницца);
- Александр (10.08.1890—1965).

В 1918 году Поливановы эмигрировали во Францию в Ниццу.

## Память
- Имя В. Н. Поливанова занесено в Золотую книгу почёта Ульяновской области[11].
- Железнодорожная станция «Поливаново» в посёлке Поливаново, назван в честь него[11].
- В настоящее время на территории поместья В. Н. Поливанова в с. Акшуат Барышского района реализуется проект по сохранению исторической памяти и восстановлению усадьбы — «Начни с себя». Создана 3D модель не сохранившегося дома Поливановых, разрабатываются проекты по созданию музея в здании бывшей лозоплетенческой мастерской, построенной по проекту архитектора А. А. Шодэ.